# روسولا قصيرة الساق
روسولا قصيرة الساق (الاسم العلمي: Russula brevipes) هي نوع من الفطريات تتبع جنس الروسولا من الفصيلة الروسولية.